# Sebastianskapelle (Mühlheim an der Donau)

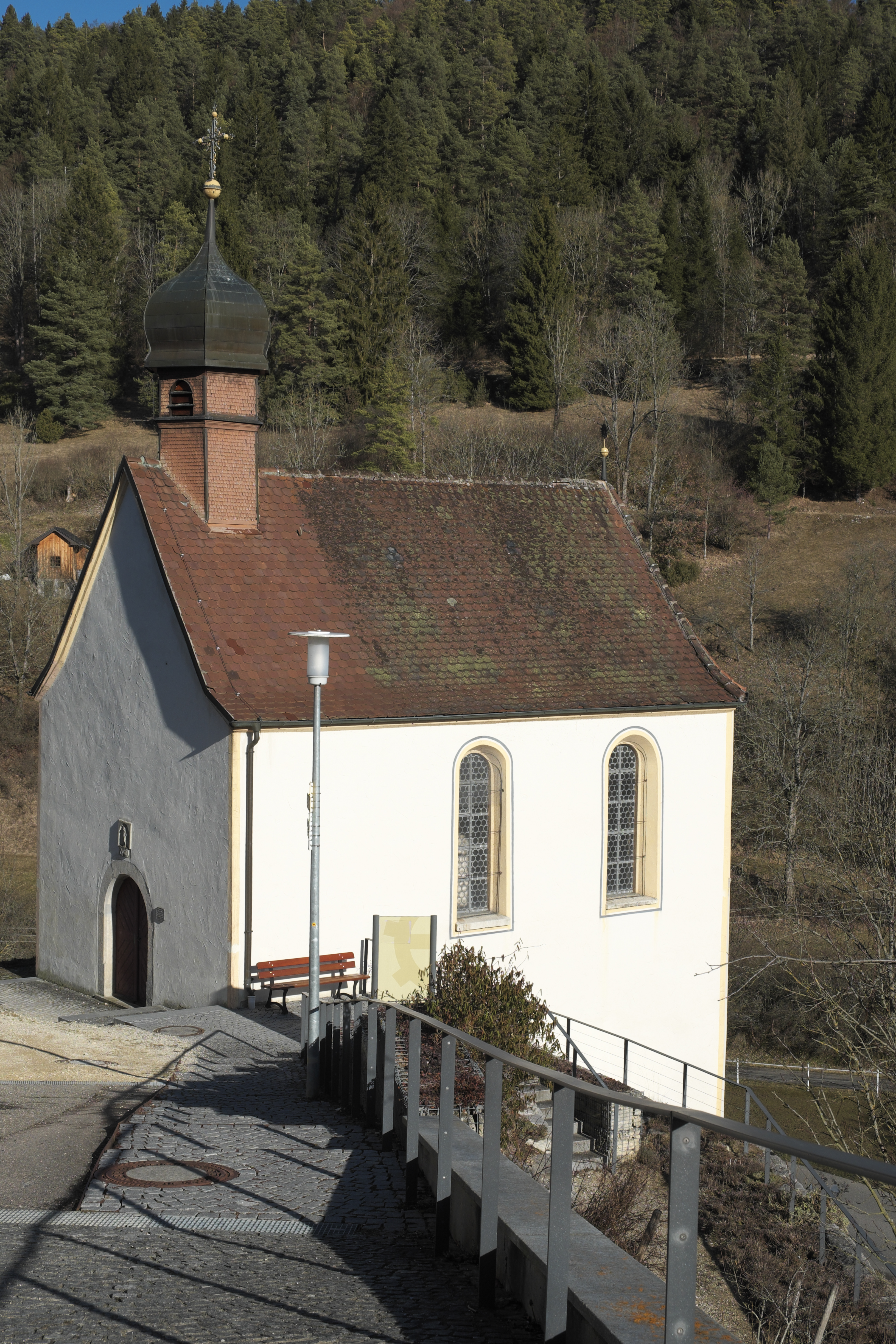
Sebastianskapelle in Mühlheim an der Donau

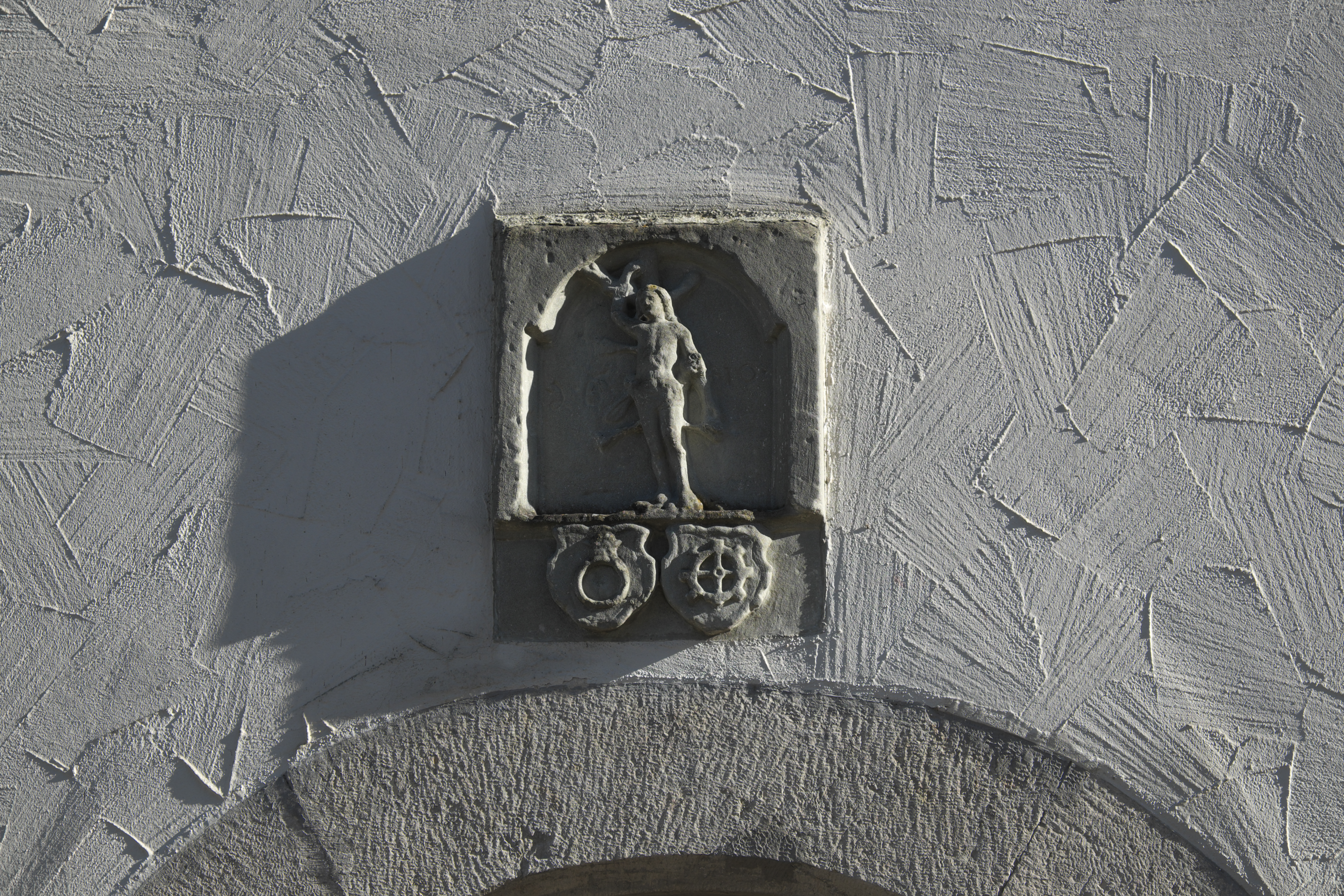
Relief über dem Portal

Die Sebastianskapelle in Mühlheim an der Donau, einer Stadt im Landkreis Tuttlingen in Baden-Württemberg, wurde 1610 errichtet. Die Kapelle unterhalb des Hinteren Schlosses am steilen Weg ins Donautal wurde auf Grund eines Gelübdes bei einer Epidemie zu Ehren des heiligen Sebastian, der als Pestpatron verehrt wird, erbaut.
Der Saalbau mit zwei Achsen und hohen Rundbogenfenstern besitzt einen dreiseitigen Chorschluss. Das Bauwerk wird durch ein durchgehendes Satteldach gedeckt und von einem Dachreiter mit Zwiebelhaube über dem Giebel bekrönt.
An der Straßenseite befindet sich das Rundbogenportal mit Sandsteingewände über dem ein Sandsteinrelief angebracht ist. Es stellt den heiligen Sebastian auf den Wappen der Enzberg und der Stadt Mühlheim mit Stiftungsjahr dar.
Die Empore wurde im ersten Drittel des 18. Jahrhunderts eingebaut. Das Kirchenschiff wird von einer flachen Holzpaneelendecke abgeschlossen. Der Altar aus dem Jahr 1727 ist dem heiligen Sebastian geweiht. Im Auszug ist der zweite Pestpatron, der heilige Rochus, dargestellt.